# Falcowanie

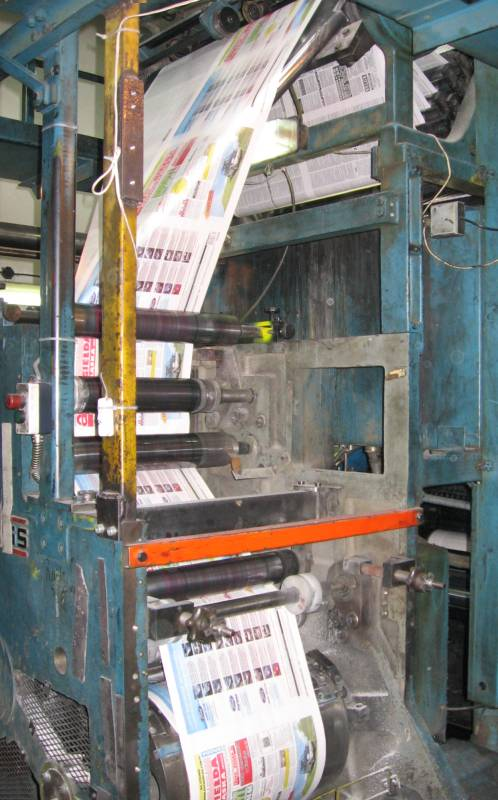
Złamywak offsetowej maszyny drukarskiej.
Po prawej u góry widać zadrukowane wstęgi papieru (jest ich siedem, z czego widać 6), które są ze sobą łączone, łamane na pół, a na bębnie widocznym u dołu łamane raz jeszcze i odcinane.

Falcowanie, złamywanie – jedno- lub wielokrotne składanie arkusza papieru, czystego lub zadrukowanego, na pół (najczęściej) lub w dowolnych innych proporcjach, na różne sposoby (w różnych kierunkach), w celu osiągnięcia docelowego formatu i liczby stron składki, np. trzykrotne złożenie na pół arkusza daje składkę szesnastostronicową. Każde miejsce zaginania arkusza to falc (złam) i po złożeniu tworzy nową krawędź. Złamywania można dokonywać ręcznie, za pomocą kości introligatoskiej, lub maszynowo. Maszyna do falcowania to: falcerka czyli złamywarka. Złamywanie powinno się wykonywać wzdłuż włókien papieru, zmniejsza to ryzyko ich pękania oraz uszkodzenia farby w miejscach zagięcia. Uprzednie przegniecenie arkusza (bigowanie), pozwala na zmniejszenie możliwość uszkodzenia włókien papieru, tyczy się to w szczególności papierów gramaturze n > 150g.
Terminu falcowanie (i pokrewnych) używa się częściej niż złamywanie, ze względu na naleciałości z języka niemieckiego. Ten drugi jest terminem oficjalnym, który występuje w literaturze przedmiotu.

## Rodzaje złamywania
- Złamywanie równoległe[4] – każdy złam jest równoległy do poprzedniego.
  - Złamywanie obwolutowe[5] – dwa złamy, oddalone od siebie o podwójną szerokość powiększoną o grubość egzemplarza, do którego wytwarzana jest obwoluta.
  - Złamywanie harmonijkowe[6] – rodzaj złamywania, w którym złamy występują naprzemiennie po innej stronie arkusza.
  - Złamywanie obejmujące[7] – złamy są wykonywane po tej jednej stronie arkusza, każdy następny w takiej odległości by mógł objąć poprzednią złamaną część arkusza.

- Złamywanie prostopadłe[8] – złamy są wobec siebie prostopadłe – przecinają się pod kątem 90 stopni.
- Złamywanie mieszane (kombinowane)[9] – rodzaj złamywania, w którym występuje złamywanie równoległe i prostopadłe.
- Złamywanie z naddatkiem[10] – ostatni złam dzieli arkusz na dwie nierówne części.

W maszynach drukarskich, w których realizowany jest druk ze wstęgi papieru z roli, na końcu ciągu produkcyjnego ustawiony jest złamywak (tzw. falcaparat), którego rolą jest odcinanie fragmentów zadrukowanej wstęgi i takie ich składanie oraz klejenie lub szycie (w zależności od wyposażenia agregatów), aby w efekcie otrzymać gotową składkę.